# بیماری با علت ناشناخته
بیماری با علت ناشناخته یا بیماری ایدیوپاتیک (Idiopathic) به بیماری‌ای گفته می‌شود که علت، سازوکار یا خاستگاه آن نامشخص باشد. به این نوع بیماری‌ها نهان‌زاد (cryptogenic) هم گفته شده‌است.
با وجود پیشرفت‌های علم پزشکی، همچنان علت اصلی یا اتیولوژی بسیاری از بیماری‌ها ناشناخته باقی مانده‌است. علت بسیاری از بیماری‌های خودایمنی و روماتولوژی نظیر اسپوندیلیت آنکیلوزان، آرتریت روماتوئید، واسکولیت‌ها و … نامشخص است. پزشکان، مجموعه ای از عوامل محیطی نظیر ویروس‌ها، سیگار، چاقی و نیز عوامل ژنتیکی را علت این بیماری‌ها می‌دانند.
برای برخی از شرایط پزشکی، یک یا چند علت تا حدودی شناخته شده‌است، اما در درصد معینی از افراد مبتلا، ممکن است علت به راحتی آشکار یا مشخص نباشد. در این موارد گفته می‌شود که منشأ بیماری نایافته است. علت اصلی درصد زیادی از همه موارد ناخوشی‌ها ثابت نشده‌است - برای نمونه، گلومرولواسکلروز سگمنتال کانونی یا اسپوندیلیت آنکیلوزان. اکثر این موارد نایافته‌علت تلقی می‌شوند.